# Desdobramentos da Operação Lava Jato fora do Brasil
Os desdobramentos da Operação Lava Jato fora do Brasil tiveram início após o grupo Odebrecht (atual Novonor) e a Braskem terem admitido em acordo de leniência ao Departamento de Justiça dos Estados Unidos (DOJ) o pagamentos de propinas no exterior em mais de um bilhão de dólares. Durante as investigações da Operação Lava Jato, delatores relataram cometimento de crimes em diversos outros países na Europa, África e América.
Segundo especialistas, quatro pilares permitiram que os esquemas de corrupção se alastrassem na América Latina e pelo mundo: os privilégios concedidos a empresas no Brasil; diplomacia presidencial do governo Lula que facilitava a atuação destas empresas no exterior; concessão de verbas do Banco Nacional de Desenvolvimento Econômico e Social (BNDES) para as obras das empreiteiras brasileiras fora do país; e a atuação de marqueteiros como intermediários. 

## Histórico
- 11 dezembro de 2016: Por conta das denúncias contra as empresas brasileiras envolvidas no esquema de corrupção da Operação Lava Jato, o Banco Nacional de Desenvolvimento Econômico e Social (BNDES) suspendeu o financiamento de 3,6 bilhões de dólares para 16 obras na América Latina. As obras em questão estavam nas mãos das construtoras Odebrecht, Andrade Gutiérrez, Camargo Corrêa, Queiroz Galvão e OAS, as cinco investigadas por seu envolvimento no esquema de pagamento de subornos a políticos em troca da obtenção de contratos e outros favores. Essas construções somam, no total, 5,7 bilhões de dólares, o que representa 58 por cento do valor destinado pelo BNDES para financiar serviços de engenharia na região entre 2003 e 2015. No total, a pasta de empréstimos do banco de fomento no exterior soma 47 projetos em um valor de 13,5 bilhões de dólares, a maioria na América Latina. [3]
- 21 dezembro de 2016: O grupo Odebrecht (atual Novonor) admitiu o pagamento na ordem de um bilhão de dólares a funcionários do governo, representantes desses funcionários e partidos políticos do Brasil e de outros onze países. A Odebrecht pagou 788 milhões de dólares entre 2001 e 2016, enquanto que a Braskem, 250 milhões de dólares entre 2006 e 2014.[4][5][6]
- Início de 2017: dezoito países pediram auxílio do Ministério Público Federal brasileiro na condução de investigações relacionadas à Lava Jato. Em fevereiro do mesmo ano, o Ministério Público da República Dominicana oficializou um pedido de cooperação com a Procuradoria-Geral da República.[7]
- Final de janeiro de 2017: A Venezuela anunciou que abriria uma investigação sobre a atuação da Odebrecht no país, mas descataria qualquer investigação contra Nicolás Maduro, pois considera que qualquer mencionamento de Maduro em escandalos de corrupção seria golpe de estado e também ataque contra a soberania do país. A apuração foi motivada pelo documento divulgado pelo DOJ no qual a empresa brasileira afirmou ter pago 98 milhões de dólares a funcionários venezuelanos e intermediários para obter contratos.[8] Também a partir da mesma documentação, autoridades da Colômbia investigam se a campanha presidencial de Juan Manuel Santos foi abastecida em 2014 com aproximadamente 1 milhão de dólares de recursos oriundos de propina paga pela Odebrecht.[8]
- 7 de fevereiro de 2017: A Polícia de Investigações do Chile esteve em três escritórios da construtora OAS em Santiago para cumprir mandados de busca e apreensão.[8] Dois dias depois, a justiça peruana expediu ordem de prisão preventiva do ex-presidente do país Alejandro Toledo, sob acusação de ter recebido cerca de 20 milhões de dólares para facilitar a aprovação da construção da rodovia Transoceânica, que liga o norte do Brasil à costa peruana, enquanto estava no governo entre 2001 e 2006.[8] No dia seguinte, Ramón Fonseca Mora e Jürgen Mossack, sócios do escritório Mossack Fonseca, foram presos preventivamente no Panamá como parte de investigações relacionadas com a operação Lava Jato no Brasil.[9][10] Na mesma semana, o presidente da Argentina Mauricio Macri pediu que o Supremo Tribunal Federal revele os nomes dos argentinos envolvidos no esquema da Lava Jato. O pedido foi feito diretamente à presidente do STF, Cármen Lúcia.[8]
- 16 de fevereiro de 2017: A Superintendência da Indústria e Comércio da Colômbia ordenou o cancelamento de um contrato com a empreiteira brasileira Odebrecht para a construção da rodovia Rota do Sol Trecho 2 no país. O órgão também ordenou a abertura de uma nova licitação para conceder a obra a outra empresa. A concessão para construção de uma estrada de 528 quilômetros, avaliada em cerca de 1,7 bilhão de dólares, estava sob controle da Odebrecht com 62 por cento e a Corporação Financeira Colombiana era sócia, com 33 por cento. A CSS Constructores tinha os 5 por cento restantes.[11]
- 17 de fevereiro de 2017: Procuradores-gerais e fiscais-gerais de onze países assinaram em Brasília um acordo que estabeleceu a criação de equipes para investigar os crimes cometidos pela empreiteira Odebrecht e que tiveram relação com a Operação Lava Jato. Foi assinado o documento chamado Declaração de Brasília Sobre a Cooperação Jurídica Internacional Contra a Corrupção pelos representantes dos ministérios públicos dos seguintes países: Brasil, Argentina, Chile, Colômbia, Equador, México, Panamá, Peru, Portugal, República Dominicana e Venezuela.[12] Dias depois, a Superintendência Nacional de Alfândegas e Administração Tributária do Peru (Sunat) bloqueou cerca de 200 milhões de soles peruanos (191 milhões de reais) de oito empresas brasileiras, sendo 142 milhões de reais da construtora Odebrecht.[13] No Peru, a Odebrecht admitiu ter pagado 29 milhões de dólares em propinas para facilitar sua participação em grandes obras de infraestrutura entre 2005 e 2014, período que engloba os governos dos ex-presidentes Alejandro Toledo (2001-2006), Alan García (2006-2011) e Ollanta Humala (2011-2016).[14]
- 1 de março de 2017: Uma reportagem do jornal Estado de Minas, mostrou que os órgãos responsáveis pela Lava-Jato na Argentina estão investigando cerca de 98 empresas referentes ao pagamento de propinas na ordem de 35 milhões de dólares realizados pela Odebrecht no país entre 2007 e 2014, no mandato da ex-presidente Cristina Kirchner. As investigações, ainda em andamento, mostraram que a propina estava relacionada a três projetos de infraestrutura em território argentino: uma planta de tratamento da água do Rio Paraná de Las Palmas, o soterramento da linha ferroviária Sarmiento (em parceria com a empreiteira argentina Iecsa) e a ampliação de dois gasodutos (Norte e Sul). Esta obra seria um projeto com custos estimados em 2,3 bilhões de dólares (valores previsto em 2006). Três organismos de auditoria e controle do país detectaram irregularidades que vão de preços inflados a pagamentos antecipados sem realização de trechos. Apesar disso, a legislação argentina não prevê sanções por corrupção para pessoas jurídicas ou sanções administrativas.[15]
- 2 de março de 2017: A justiça do Equador determinou o bloqueio do pagamento de mais de 40 milhões de dólares à Construtora Odebrecht por serviços prestados às companhias equatorianas Refinaria do Pacífico e Empresa Pública de Água. Elas deverão se abster pagar qualquer quantia a empreiteira pelo tempo que durar as investigações sobre a existência de um esquema de suborno de servidores públicos equatorianos que, em troca, beneficiariam a construtora. Com base em informações do Departamento de Justiça dos Estados Unidos, a Procuradoria equatoriana acredita que a Odebrecht pode ter gasto algo em torno de 33,5 milhões de dólares com subornos no país. O bloqueio foi decretado pela justiça a pedido da Procuradoria (Fiscalia General del Estado).[16]
- 5 de abril de 2017:  O publicitário João Santana e sua mulher denunciaram, em acordo de delação premiada homologada Supremo Tribunal Federal, movimentação irregular de dinheiro em todas as campanhas eleitorais que participaram no Brasil e em outros países da América Latina, no período de 2006 até serem presos em fevereiro do ano passado. Eles teriam relatado irregularidades também nas campanhas de Hugo Chavez e Nicolás Maduro, na Venezuela, de Maurício Funes, em El Salvador, de Danilo Medina, na República Dominicana e de José Eduardo dos Santos, em Angola. Nenhuma das campanhas das quais participaram ficou de fora das delações. As irregularidades estariam relacionadas aos pagamentos pelos serviços que prestaram.[17]
- 19 de abril de 2017: Foram definidos os valores das multas que a Odebrecht terá de pagar pela corrupção em vários países da América Latina ao longo de 15 anos, em um acordo de devolução firmado com a justiça americana. Ficou definido que a empresa pagará o valor de 2,6 bilhões de dólares ao Brasil, Suíça e Estados Unidos, baseado nos pagamentos irregulares de 3,34 bilhões de dólares. A maior parte da multa da Odebrecht, 2,4 bilhões de dólares (80 por cento da multa), será destinado ao Brasil. A Suíça receberá 116 milhões de dólares e os Estados Unidos ficarão com 93 milhões de dólares, segundo a sentença proferida por um tribunal federal no Brooklyn. A companhia também terá de manter um monitor de compliance. Segundo os documentos apresentados, a companhia buscou e utilizou bancos menores em países com regras de sigilo rígidas para levar adiante o esquema, pagando taxas extras, juros mais altos e uma porcentagem de cada transação ilícita para certos executivos para garantir sua cooperação.[18]
- 22 de abril de 2017: Um ex-ministro de Eletricidade e um empresário foram presos durante a investigação sobre pagamento de propina da Odebrechet no Equador. O promotor equatoriano Galo Chiriboga investiga pagamentos de propina de 35,5 milhões.[19]

- 13 de maio de 2018: A Operação Lava-Jato levou o país a aumentar, em nível nunca antes visto, o número de pedidos de cooperação internacional. Já foram 570 desde março de 2014, quando a primeira ação foi às ruas: uma solicitação a cada três dias. Os 570 pedidos feitos até o momento englobam 55 países e territórios autônomos, ou seja, um quarto do mundo foi, de alguma forma, atingido pela investigação do maior escândalo brasileiro. O número engloba tanto demandas feitas pelo Brasil a outras nações quanto a via contrária. Mesmo com quatro anos de operação, o número de pedidos aumenta a cada ano. [20]

## Propinas no exterior
- Angola - O Banco Nacional de Desenvolvimento Econômico e Social (BNDES) informou que vai investigar internamente denúncias feitas por delatores da Odebrecht referentes ao favorecimento à empresa em Angola e à contratação de uma consultoria por R$ 12 milhões a pedido de Luiz Eduardo Melin de Carvalho, então chefe de gabinete do então ministro da Fazenda, Guido Mantega. Melin já foi diretor internacional e de comércio exterior do BNDES. Outro inquérito vai investigar o depoimento de Emílio Odebrecht, que afirmou ter pedido ao ex-presidente Lula que usasse a influência para que a empresa Odebrecht fosse favorecida no pais. [21]

- Antigua e Barbuda - Empresários brasileiros disseram ter usado terceiros para adquirir uma filial do vienense Meinl Bank Antígua no arquipélago caribenho de Antígua e Barbuda para facilitar a ocultação de repasses ilegais que chegariam a US$ 1,6 bilhão. Os executivos eram ligados à Odebrecht e ao Grupo Petrópolis, controladora da cervejaria Itaipava. A informação veio a público em junho de 2016, na 26ª fase da Operação Lava Jato, batizada de Operação Xepa.[22]

- Argentina - A Odebrecht fez pagamentos ilícitos no valor de 35 milhões de dólares a intermediários ligados a ao menos três projetos de infraestrutura entre os anos de 2007 e 2014, passando pelo governo de Cristina Kirchner.[23]

- Chile - O publicitário Duda Mendonça disse em uma proposta de delação premiada que a empreiteira brasileira OAS financiou a campanha à presidência de Michelle Bachelet, no ano de 2013. Ela governa o Chile atualmente e já havia exercido o mesmo cargo entre 2006 e 2010. Também em relação à campanha de 2013, a empreiteira teria emprestado um jato executivo para outro candidato, o derrotado Marco-Enríquez Ominami, percorrer o país.

- Colômbia - A empreiteira gastou cerca de 11 milhões de dólares com intermediários entre os anos de 2009 a 2014, envolvendo até o nome do presidente Juan Manuel Santos, que venceu o Nobel da Paz em 2016.[23] O senador Otto Bula, preso no dia 14 de janeiro, foi acusado de receber 4,6 milhões de dólares em propina para favorecer a empreiteira brasileira na construção da autopista Ocaña-Gamarra, sem licitação.

- Cuba -  Marcelo Odebrecht revelou, em delação premiada, que o ex-presidente Lula e o governador de Minas Fernando Pimentel (PT-MG) atuaram politicamente para viabilizar a contratação do grupo para obras no Porto de Mariel, em Cuba. Lula já é investigado por tráfico de influência envolvendo a obra. O empreendimento foi orçado em 957 milhões de dólares, dos quais 682 milhões de dólares saíram do BNDES. [24]

- El Salvador - A Odebrecht diz ter pagado 5,3 milhões de dólares ao caixa dois da campanha à presidência do candidato Mauricio Funes, eleito em 2009 para governar até 2014. O pagamento teria sido feito em 2008 ao marqueteito João Santana, que fez a campanha de Funes nesse ano.[25] Em fevereiro de 2016 Funes se tornou réu na Suprema Corte do país por não justificar transações pessoais de mais de 600 mil dólares. Sete meses depois, o governo da Nicarágua concedeu asilo político a Funes por considerá-lo perseguido político.[26] O caso ainda não foi julgado.

- Equador - Os subornos teriam sido pagos ao longo de uma década, entre 2007 e 2016, em troca de benefícios em obras no país.[23] Os executivos da Odebrecht disseram ter entregue 33,5 milhões de dólares a políticos equatorianos nesse período.[27]

- Guatemala - A atuação da Odebrecht no país ocorreu entre 2013 e 2015, com gastos estimados em 18 milhões de dólares em propinas.[23] A procuradora-geral da Guatemala, Thelma Aldana, disse que pedirá a colaboração do Departamento de Justiça dos EUA e da Procuradoria-Geral da República do Brasil para apurar o pagamento de propina aos funcionários públicos do país, no período que coincide com o mandato do ex-presidente Otto Pérez Molina, preso em 2015, acusado de embolsar mais de 50 por cento de toda a receita alfandegária do país.

- México - Entre 2010 e 2014, a empreiteira brasileira pagou um total de 10,5 milhões de dólares a intermediários no país.[23] O pagamento foi confirmado por executivos da Odebrecht no acordo de leniência firmado com o Departamento de Justiça dos Estados Unidos.[28]

- Moçambique - Desde julho de 2015, Brasil e Moçambique trocam informações sobre corrupção envolvendo empreiteiras brasileiras no país africano.[29] Em janeiro de 2016, a revista Época publicou reportagem afirmando que o governo brasileiro autorizou repasse do BNDES para que o governo moçambicano construísse a barragem de Moamba Major, com a condição de que a empreiteira contratada fosse a Andrade Gutierrez.[30]

- Noruega - A MP Noruega também investiga o pagamento de propina na ordem de R$ 140 milhões por parte de suas empresas para ex-diretores da Petrobras. A suspeita é de que os ex-funcionários da estatal brasileira tenham recorrido a intermediários de empresas escandinavas para abastecer as contas com dinheiro oriundo de propinas pagas para seus ex-diretores, agentes políticos e autoridades no Brasil, em esquema de conluio e desvios. No centro da investigação firmada entre Noruega e Brasil, estava a Sevan Drilling – empresa especializada em exploração de petróleo em alto-mar com representação no Rio.[31]

- Panamá - O valor seria de 59 milhões de dólares em subornos no período do ex-presidente Ricardo Martinelli (2009-2014).[23] Ainda em julho de 2016, a Lava Jato apontou a existência de um esquema internacional de lavagem de dinheiro montado pelo FPB Bank, que teria atuado na abertura ilegal de 44 offshores, que são como contas bancárias abertas, de maneira legal ou não, em países onde há baixa ou nenhuma tributação de fundos. A FPB agiria juntamente com a Mossack Fonseca, investigada no caso que ficou conhecido como Panama Papers.

- Peru - Onde as investigações estão mais avançadas, a Odebrecht teria desembolsado verbas milionárias em propinas entre 2005 e 2014, sendo 20 milhões de dólares para a construção da estrada interoceânica que liga o país ao Brasil.[23] A promotoria peruana pediu a prisão do ex-presidente Alejandro Toledo,[32] que foi preso preventivamente e a empreiteira brasileira está proibida de operar no país.[33]

- Portugal - A Lava Jato tem o apoio, no Brasil, de investigadores que, em Portugal, trabalham na Operação Marquês, responsável por levar à cadeia, no final de 2014, o ex-premiê de Portugal, José Sócrates. Em outubro de 2013, a Odebrecht financiou uma viagem do ex-presidente Lula a Lisboa, onde ele acompanhou o lançamento de um livro de Sócrates. A empreiteira justificou a viagem dizendo que o ex-presidente brasileiro teve a viagem custeada porque participaria de uma cerimônia de 25 anos de fundação da Odebrecht. Autoridades portuguesas desconfiaram que Lula estaria fazendo lobby em favor da empreiteira em Portugal.[34]

- República Dominicana - De acordo com a Justiça dos EUA os subornos foram praticados ao longo de 13 anos, de 2001 a 2014.[23] A Odebrecht ainda é investigada pelo pagamento de US$ 92 milhões em propina a funcionários públicos da República Dominicana entre os anos de 2001 e 2004. Em janeiro, o gerente-geral da construtora na República Dominicana foi interrogado pela Procuradoria-Geral do país. O período investigado cobre o mandato de três presidentes: Hipólito Mejía (2000-2004), Leonel Fernández (2004-2012) e Danielo Medina, que assumiu em 2012 e permanece no poder.

- Venezuela - A acusação é de pagamento de propinas a funcionários do governo de Hugo Chávez e de Nicolás Maduro, que ainda está no poder.[23] A Odebrecht também afirma ter pagado US$ 98 milhões a autoridades do país durante o governo Chávez.